# Hibiki (1933)
El Hibiki (響 eco?) fue el vigésimo segundo de los veinticuatro destructores de la Clase Fubuki, o el segundo de la Clase Akatsuki (si esta subclase es considerada de forma independiente). Sirvió en la Armada Imperial Japonesa durante la segunda guerra sino-japonesa y la Segunda Guerra Mundial. Siendo uno de los nueve destructores japoneses supervivientes de entre los más de 150 construidos antes y durante las contiendas, fue transferido a la Armada Soviética tras la finalización de la Segunda Guerra Mundial.

## Historia
La construcción del Hibiki se inició el 21 de febrero de 1930 en el astillero naval de Maizuru en Osaka, siendo el segundo destructor lanzado para la clase Akatsuki en donde se añadieron una serie de mejoras respecto a la clase Fubuki como un mejor sistema de propulsión o la posibilidad de elevar los cañones de 127 mm de sus torretas hasta un máximo de 75° en oposición al límite original de 50° de la clase anterior, otorgándole la capacidad de utilizar sus cañones mayores como armas antiaéreas. Al completarse su construcción fue botado el 16 de junio de 1932 y comisionado el 31 de marzo de 1933.
Tras entrar en servicio, el Hibiki, fue asignado junto con sus buques gemelos Inazuma, Ikazuchi y Akatsuki a la sexta división de destructores de la primera flota de la Armada Imperial Japonesa.

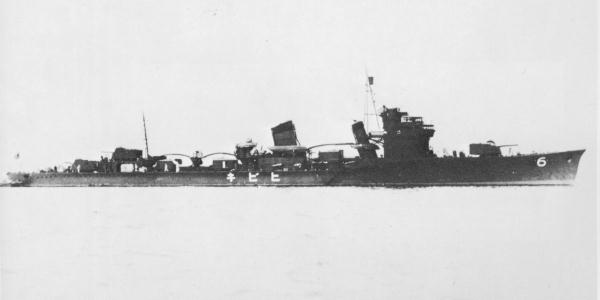
Hibiki tras ser asignado en 1933. Nótese el número 6 en la proa identificándolo con la sexta división.

### Operaciones durante la Segunda Guerra Mundial
En el momento del ataque a Pearl Harbor, el Hibiki había zarpado desde la Guardia del Distrito de Mako (base naval de la Armada Imperial en Taiwán) para dar cobertura a la fuerza sur del Almirante Nobutake Kondō, sirviendo de escolta de tropas japonesas en las operaciones de desembarco en la Campaña de Malasia y la Campaña de Filipinas, siendo que participó en gran parte de las operaciones efectuadas en Filipinas a finales de marzo de 1942.
Después de ser sometido a reparaciones en el Arsenal Naval de Yokosuka durante abril de 1942, el Hibiki zarpó desde la Guardia del Distrito de Ominato (base naval cerca de la ciudad de Mutsu, al norte de Japón) en apoyo a la invasión de la isla de Kiska en la Batalla de las Islas Aleutianas de mayo a junio de 1942, siendo que el 12 de junio fue dañado en Kiska durante un ataque de hidroaviones modelo Consolidated PBY Catalina de la Armada de los Estados Unidos, y se vio obligado a regresar a Ominato al final del mes, donde sus reparaciones en Yokosuka duraron hasta octubre.
Desde noviembre de 1942 hasta finales de abril de 1943, sirvió como escolta para los portaaviones Taiyō y  Unyō en varias misiones entre Yokosuka y Truk Lagoon, a excepción del mes de enero de 1943 en donde fue reparado en el dique seco de Yokosuka.
Desde mayo de 1943, fue asignado a la patrulla de la costa de Hokkaidō y las islas Chishima, siendo que posteriormente colaboró en la evacuación de las fuerzas japonesas sobrevivientes de la batalla de las Islas Aleutianas hasta agosto.
Después de pasar por la rutina de mantenimiento en Yokosuka, en septiembre de 1943 fue enviado a Shanghái de donde escoltó un convoy de tropas a Truk y Rabaul. Luego fue asignado para escoltar convoyes de buques entre Balikpapan, Singapur y Truk, y como un transporte de alta velocidad entre Truk, Ponape y varias de las Islas Carolinas hasta finales de noviembre. El 21 de diciembre, desde el Hibiki se rescató a los supervivientes del buque de aprovisionamiento de combustible Terukawa Maru, el cual había sido torpedeado. A partir de finales de diciembre de 1943 hasta abril de 1944, el Hibiki sirvió como escolta para  Hiyō, Ryūhō y Chiyoda en varias misiones en el Pacífico occidental y las Indias Orientales Neerlandesas. Luego regresó al Arsenal naval de Kure para su mantenimiento en abril, durante el cual se añadieron nuevos cañones antiaéreos a una de sus principales torretas.
Durante mayo y junio de 1944 fue asignado para escoltar convoyes de buques, siendo que el 14 de mayo rescató a los 125 supervivientes de su gemelo el destructor Inazuma, el cual había sido torpedeado por el USS Bonefish (SS-223) en el Mar de Célebes, cerca de Tawi-Tawi.
Durante la Batalla del Mar de Filipinas el Hibiki fue asignado a la primera fuerza de apoyo naval, siendo que solo sufrió daños menores, dos de sus tripulantes fueron muertos por los ataques de las ametralladoras de los aviones aliados.
En agosto de 1944 Hibiki escoltó dos convoyes desde Moji a Takao y Okinawa. En septiembre, después de salir de Takao junto a un convoy con destino a Manila, fue torpedeado por el USS Hake (SS-256) siendo que la explosión casi rompió su proa. Por este incidente se vio obligado a retirarse de nuevo a Yokosuka para ser sometido a grandes reparaciones.
El 25 de enero de 1945 Hibiki fue reasignado a División 7 de destructores de la segunda flota de la Armada Imperial, pero se mantuvo siempre en aguas japonesas. En mayo sería nuevamente reasignado a la Primera Flota de Escolta donde se transfiere al Distrito Naval de Kure, donde permaneció como un barco de guardia hasta la rendición de Japón.

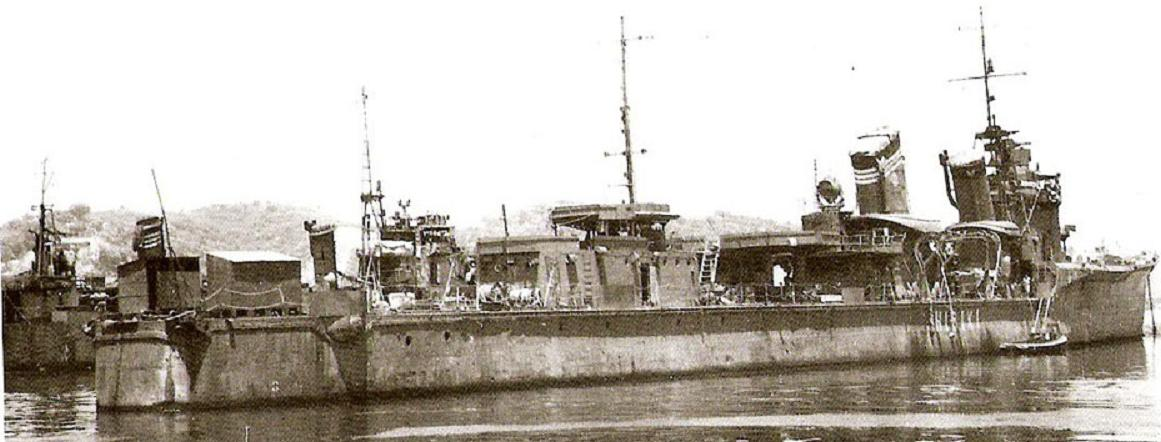
El Hibiki en el puerto de Yokosuka en mayo de 1947 tras de haber sido desarmado por las tropas aliadas en septiembre de 1945. Nótese que los caracteres en silabario katakana de su nombre en la obra muerta fueron sustituidos por caracteres rōmaji para favorecer su identificación.

### Después de la guerra
El 5 de octubre de 1945, tras la rendición de Japón fue eliminado del listado naval, siendo reasignado el 1 de diciembre de 1945 para emplearse como buque de repatriación de las tropas japonesas diseminadas por toda Asia y Oceanía. El 5 de abril de 1947 fue entregado a la Unión Soviética en la ciudad de Najodka como reparación de guerra, donde fue puesto en servicio en la Armada Soviética (dentro de la Flota del Pacífico con base naval en Vladivostok) el 7 de julio de 1947 bajo un nuevo nombre.
Varias fuentes afirman que el nombre asignado fue Pritky (en ruso: Прыткий "Hábil"), mientras que otras afirman que el nombre asignado fue Verniy
 (en ruso: Верный "Fiel" Pron.ⓘ). Siendo que en ninguna referencia se expone la posibilidad de que la nave haya utilizado ambos nombres en lapsos de tiempo consecutivos, estas discrepancias podrían ser efecto de información errónea. El barco fue rebautizado de nuevo el 5 de julio de 1948 como Dekabrist (en ruso: Декабрист "Decembrista") para utilizarse como buque escuela, siendo retirado del servicio el 20 de febrero de 1953.

#### Destino final
Así como hay discrepancias en las fuentes por parte de los nombres asignados por la Armada Soviética, también hay desigualdades respecto al destino final del Hibiki como Dekabrist, de modo que algunas afirman que su retiro fue el 20 de febrero de 1953 para ser posteriormente desguazado, otras señalan que el retiro fue en 1963 tras 15 años de servicio. La última versión más extendida fue que el barco habría sido retirado del servicio el 20 de febrero de 1953 para ser posteriormente hundido como barco objetivo de prácticas militares en la década de los 70.
La siguiente cita está extraída del libro Destructores japoneses Clase "Fubuki" de L. A. Olyunin (Л. А. Олюнин):

Cita original: "В 1947 году передан СССР по репарациям и зачислен в состав советского флота под названием «Верный»; в 1953 году посажен на мель у острова Карамзина в качестве неподвижной цели, позже разрушен при учебных стрельбах".
Traducción personalizada: "En 1947 [el Hibiki] se trasladó a la URSS como reparaciones [de guerra] y se alistó en la Marina soviética llamándose «Верный» [Fiel]; en 1953 fue situado como barco encallado cerca de la isla de Karamzin para utilizarse como blanco de tiro inmóvil, siendo más tarde destruido por disparos de formaciones [navales]". (Олюнин, 2005)